# Hans-Dieter Dyroff
Hans-Dieter Dyroff (* 1935) ist ein deutscher Kulturwissenschaftler, Schriftsteller, Historiker, Philologe und Landschaftsmaler.

## Leben und Werk
Dyroff absolvierte ein Studium der Geschichte, Kunstgeschichte, Germanistik, Volkskunde, Buchwissenschaft 1956–1961 in Mainz. Dort promovierte er 1961 über Gotthard Vögelin zum Dr. phil. Dyroff war Kulturreferent der Deutsche UNESCO-Kommission 1971–1998. Dem UNESCO-Club Region Bonn stand er als Vorsitzender 1998–2004 vor. Er ist Leiter der Arbeitsgruppe Stadt- und Kulturlandschaften seit 2004. 2003 bekam er den Rheinlandtaler.

## Werke (Auswahl)
- Gotthard Vögelin, Verleger, Drucker, Buchhändler, 1597–1631. Dissertation, Mainz 1961.
- Die soziale Dimension der Museumsarbeit : Bericht über e. internat. Seminar d. Dt. Unesco-Komm., veranst. in Zusammenarb. mit d. Museum Folkwang vom 20. – 23. Mai 1974 in Essen. München 1976, ISBN 3-7940-5228-5.
- Art Nouveau/Jugendstil Architecture in Europe. German Commission for UNESCO, 1988.
- Kulturelle Entwicklung und technologische Herausforderung [ein Beitrag zur Weltdekade für kulturelle Entwicklung]. Deutsche Unesco-Kommission. [Hrsg. von Hans-Dieter Dyroff und Kurt Struppek], Bonn 1991.
- Italia mia: Begegnungen und Träume im Land, wo die Zitronen blühen. Bonn 2003.